# Tovomita aequatoriensis
Tovomita aequatoriensis là một loài thực vật có hoa thuộc họ Clusiaceae.
Loài này chỉ có ở Ecuador.
Môi trường sống tự nhiên của chúng là rừng ẩm vùng đất thấp nhiệt đới hoặc cận nhiệt đới.